# Girard (Kansas)
Girard település az Amerikai Egyesült Államok Kansas államában, Crawford megyében, melynek megyeszékhelye is. Lakosainak száma 2496 fő (2020. április 1.).

## Népesség
A település népességének változása:

| 2010 | 2 789 |
| 2020 | 2 496 |